# Pedro Manuel de Arístegui y Petit
Pedro Manuel de Arístegui y Petit   (Irun, 16 d'octubre de 1927 - Beirut, 16 d'abril de 1989) va ser un diplomàtic i polític espanyol.

## Biografia

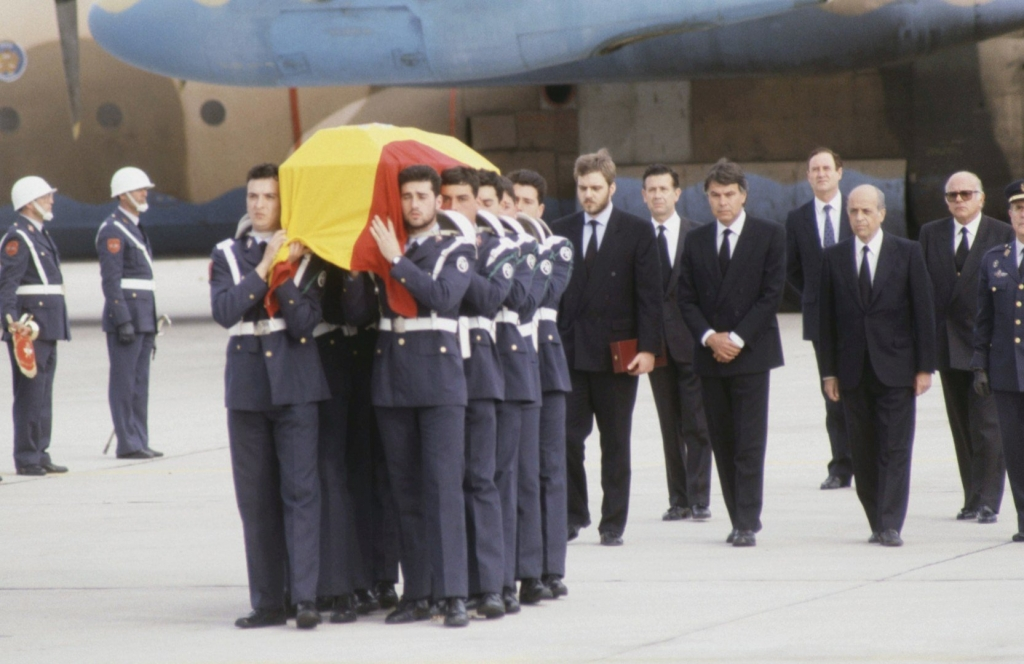
Fèretre d'Arístegui, rebut amb honors militars.

Pedro Manuel de Arístegui va néixer en el si d'una família de diplomàtics. Va estudiar Dret i va ingressar a l'Escola Diplomàtica en 1957.
Va estar destinat a l'ambaixada d'Espanya a Caracas (1960), posteriorment va ser cònsol adjunt en San Juan de Puerto Rico (1963), cònsol a Nova York (1964) i director adjunt de difusió informativa en la Oficina d'Informació Diplomàtica (1967). Va complir entre altres missions la de representant en la Junta de Govern del Club Internacional de Premsa (1968) i va ser membre d'una Comissió de Guinea Equatorial (1969). Durant la dècada de 1970 va ser ambaixador d'Espanya a Nicaragua, sent testimoni directe de la Revolució Sandinista. En 1990 es publicaria de manera pòstuma el seu llibre Misión en Managua en el que narrava el conflicte civil nicaragüenc.
Entre 1980 i 1982, durant els últims anys de govern de la UCD va ser nomenat governador civil de la seva província natal, Guipúscoa. Aquest seria el càrrec polític de major rellevància que va ocupar encarregant-se bàsicament de la lluita contra el terrorisme de ETA. Després d'ocupar dos anys aquest càrrec tornaria a la carrera diplomàtica.
Va ser destacat com a ambaixador d'Espanya al Líban durant la Guerra Civil que va assolar aquest país. En 1985 va estar segrestat durant unes hores per un militant xiïta que pretenia intercanviar-lo per membres de la seva mateixa confessió que estaven presos a Espanya. Va morir el 16 d'abril de 1989 quan un projectil sirià va impactar contra el menjador de la ambaixada espanyola. En l'incident van morir també el seu sogre i la seva cunyada.
A la seva ciutat natal, Irun, existeix una plaça Ambaixador Arístegui que el recorda. Va ser el pare del diplomàtic i polític popular Gustavo de Arístegui.